# Jesse Ylönen
Jesse Ylönen (né le 3 octobre 1999 à Scottsdale en Arizona) est un joueur finlandais de hockey sur glace. Il évolue à la position d'Ailier droit. Jesse est le fils de Juha Ylönen, ancien membre des Coyotes de Phoenix. Juha a joué sept saisons dans la LNH et a remporté une médaille de bronze avec l'équipe nationale finlandaise lors des Jeux olympiques d'hiver de 1998 à Nagano.

## Biographie

### En club
Grandissant à Espoo, il intègre le système de formation du club local, les Blues. Lors de la saison 2015-2016, il évolue pour les junior du Jokerit, avant de revenir à Espoo la saison suivante et connaître ses premiers coup de patins dans un championnat professionnel, la Mestis avec l'Espoo United, club nouvellement formé à la suite de la faillite financière des Blues.
Il dispute la saison 2017-2018 avec Espoo en Mestis et lorsque ce dernier club annonce lui aussi une faillite.
En prévision du repêchage de 2018, la centrale de recrutement de la LNH le classe au vingt-huitième rang des espoirs internationaux chez les patineurs. Le soir du repêchage, il est choisi au 35e rang par les Canadiens de Montréal.
En vue de la nouvelle saison, il s'entend avec les Pelicans Lahti, un club évoluant au plus haut échelon du championnat finlandais, la SM-liiga. Il dispute deux saisons complète pour eux avant de signer son contrat d'entrée avec les Canadiens.
La saison 2020-2021 étant retardée en Amérique du Nord, à la suite de la pandémie de COVID-19, Ylönen est prêté aux Pelicans pour le début de la saison, il dispute pour eux vingt-et-un matchs avant de rejoindre le Rocket de Laval, le club-école des Canadiens, évoluant dans la LAH.
À la fin de la saison, il obtient le droit de disputer une première rencontre en LNH avec les Canadiens, lorsque ceux-ci ont assuré leur participation aux Séries éliminatoires.
Pour la saison 2023-2024, l'Arizonien s'entend avec les Canadiens sur un contrat à deux volets, d'une durée d'un an.

### En équipe nationale
Ylönen représente la Finlande au niveau international junior. Il remporte la médaille d'argent lors du championnat du monde moins de 18 ans de hockey sur glace en 2017 et la médaille d'or lors du championnat du monde moins de 20 ans de hockey sur glace en 2019.

## Statistiques

### En club
| Saison     | Équipe                | Ligue               |     | Saison régulière | Saison régulière | Saison régulière | Saison régulière | Saison régulière |   | Séries éliminatoires | Séries éliminatoires | Séries éliminatoires | Séries éliminatoires | Séries éliminatoires |
| Saison     | Équipe                | Ligue               | PJ  | B                | A                | Pts              | Pun              | PJ               | B | A                    | Pts                  | Pun                  |                      |                      |
| 2013-2014  | Blues U16 Akatemia    | U16 SM-sarja Q      | 13  | 9                | 13               | 22               | 2                |                  |   |                      |                      |                      |                      |                      |
| 2013-2014  | Blues U16 Akatemia    | U16 SM-sarja        | 32  | 15               | 21               | 36               | 6                |                  |   |                      |                      |                      |                      |                      |
| 2014-2015  | Blues U16             | U16 SM-sarja Q      | 10  | 14               | 15               | 29               | 4                |                  |   |                      |                      |                      |                      |                      |
| 2014-2015  | Blues U16             | U16 SM-sarja        | 23  | 22               | 28               | 50               | 10               |                  |   |                      |                      |                      |                      |                      |
| 2014-2015  | Blues U18             | U18 SM-sarja        | 2   | 0                | 0                | 0                | 0                |                  |   |                      |                      |                      |                      |                      |
| 2014-2015  | Jokerit U18           | U18 SM-sarja        | 6   | 1                | 2                | 3                | 0                | 10               | 0 | 2                    | 2                    | 0                    |                      |                      |
| 2015-2016  | Jokerit U18           | U18 SM-sarja        | 27  | 11               | 22               | 33               | 10               |                  |   |                      |                      |                      |                      |                      |
| 2015-2016  | Jokerit U20           | U20 SM-sarja        | 1   | 0                | 0                | 0                | 0                |                  |   |                      |                      |                      |                      |                      |
| 2016-2017  | Blues U18             | U18 SM-sarja        | 0   | 0                | 0                | 0                | 0                | 4                | 3 | 4                    | 7                    | 0                    |                      |                      |
| 2016-2017  | Blues U20             | U20 SM-sarja        | 37  | 15               | 16               | 31               | 14               | 4                | 0 | 0                    | 0                    | 4                    |                      |                      |
| 2016-2017  | Espoo United          | Mestis              | 3   | 0                | 0                | 0                | 2                | 3                | 0 | 0                    | 0                    | 0                    |                      |                      |
| 2017-2018  | Blues U20             | U20 SM-sarja        | 0   | 0                | 0                | 0                | 0                | 4                | 3 | 0                    | 3                    | 0                    |                      |                      |
| 2017-2018  | Espoo United          | Mestis              | 48  | 14               | 13               | 27               | 20               |                  |   |                      |                      |                      |                      |                      |
| 2017-2018  | Espoo United          | Suomen Cup          | 3   | 2                | 1                | 3                | 0                |                  |   |                      |                      |                      |                      |                      |
| 2018-2019  | Pelicans Lahti        | SM-liiga            | 53  | 13               | 14               | 27               | 8                | 3                | 0 | 1                    | 1                    | 0                    |                      |                      |
| 2019-2020  | Pelicans Lahti        | M-liiga             | 53  | 12               | 10               | 22               | 14               |                  |   |                      |                      |                      |                      |                      |
| 2019-2020  | Pelicans Lahti        | Ligue des champions | 5   | 2                | 1                | 3                | 0                |                  |   |                      |                      |                      |                      |                      |
| 2020-2021  | Pelicans Lahti        | SM-liiga            | 21  | 5                | 2                | 7                | 8                |                  |   |                      |                      |                      |                      |                      |
| 2020-2021  | Canadiens de Montréal | LNH                 | 1   | 0                | 0                | 0                | 0                |                  |   |                      |                      |                      |                      |                      |
| 2020-2021  | Rocket de Laval       | LAH                 | 29  | 9                | 8                | 17               | 6                |                  |   |                      |                      |                      |                      |                      |
| 2021-2022  | Canadiens de Montréal | LNH                 | 14  | 2                | 3                | 5                | 2                |                  |   |                      |                      |                      |                      |                      |
| 2021-2022  | Rocket de Laval       | LAH                 | 52  | 14               | 22               | 36               | 12               | 14               | 3 | 3                    | 6                    | 2                    |                      |                      |
| 2022-2023  | Canadiens de Montréal | LNH                 | 37  | 6                | 10               | 16               | 0                | -                | - | -                    | -                    | -                    |                      |                      |
| 2022-2023  | Rocket de Laval       | LAH                 | 39  | 11               | 21               | 32               | 16               | 2                | 0 | 0                    | 0                    | 0                    |                      |                      |
| 2023-2024  | Canadiens de Montréal | LNH                 | 59  | 4                | 4                | 8                | 12               | -                | - | -                    | -                    | -                    |                      |                      |
| Totaux LNH | Totaux LNH            | Totaux LNH          | 111 | 12               | 17               | 29               | 14               | -                | - | -                    | -                    | -                    |                      |                      |

### En équipe nationale
| Année     | Équipe            | Compétition                                       |    | PJ | B | A  | Pts | Pun               |  | Résultat |
| 2011-2012 | Finlande - 13 ans | Tournoi international de hockey pee-wee de Québec | 3  | 2  | 1 | 3  | 2   |                   |  |          |
| 2014-2015 | Finlande - 16 ans | International U16                                 | 7  | 0  | 1 | 1  | 2   |                   |  |          |
| 2015-2016 | Finlande - 17 ans | International U17                                 | 6  | 0  | 3 | 3  | 0   |                   |  |          |
| 2016-2017 | Finlande - 18 ans | International U18                                 | 10 | 3  | 9 | 12 | 2   |                   |  |          |
| 2017      | Finlande - 18 ans | Championnat du monde moins de 18 ans              | 10 | 3  | 9 | 12 | 2   | Médaille d'argent |  |          |
| 2017-2018 | Finlande - 20 ans | International U20                                 | 10 | 3  | 5 | 8  | 4   |                   |  |          |
| 2018-2019 | Finlande - 20 ans | International U20                                 | 5  | 1  | 6 | 7  | 25  |                   |  |          |
| 2019      | Finlande - 20 ans | Championnat du monde junior                       | 7  | 3  | 3 | 6  | 0   | Médaille d'or     |  |          |

## Transactions
- Le 10 avril 2018, à la suite de la faillite du club d'Espoo United, il s'engage avec le Pelicans Lahti[8].
- Le 26 mars 2020, il signe son contrat d'entrée d'une durée de trois ans avec les Canadiens de Montréal[9].
- Le 16 octobre 2020, il est prêté par les Canadiens aux Pelicans, en attendant que la saison soit lancée en Amérique du Nord[10].

## Récompenses et honneurs personnels
- Saison 2014-2015 : 
  - médaillé de bronze du championnat U18 de Finlande avec le Jokerit.
- Saison 2016-2017 : 
  - médaillé de bronze de la Mestis avec l'Espoo United
  - médaillé d'argent du championnat U18 de Finlande avec l'Espoo United U18
  - médaillé d'argent du Championnat du monde moins de 18 ans avec la Finlande.
- Saison 2018-2019 : 
  - médaillé d'or du Championnat du monde junior avec la Finlande.